# Duncan Armstrong
Duncan John D'Arcy Armstrong (Rockhampton, 7 de abril de 1968) é um nadador australiano, campeão olímpico dos 200 metros livres nos Jogos de Seul em 1988.
Treinado por Laurie Lawrence, Armstrong fez sua estréia em 1986 nos Jogos da Commonwealth, em Edimburgo, na Escócia, onde ele ganhou o ouro nos 400 metros livres e o revezamento 4x200 metros livres. No entanto, houve polêmica, pois sugeriram a ele não participar dos 200 metros devido ao cansaço, apesar de ser o campeão nacional no evento.
Armstrong chegou para as Olimpíadas de Seul em 1988 como um coadjuvante, comparado ao forte trio do passado e atuais recordistas mundiais do evento dos 200 m, Matt Biondi, Artur Wojdat e Michael Gross. Lawrence concebeu um plano para Armstrong: nadar perto de Biondi, beneficiando-se do vácuo. Funcionou, e Armstrong avançou nos últimos 50 metros para conquistar a medalha de ouro com um tempo de 1m47s25, recorde mundial.
Ele foi recordista mundial dos 200 metros livres entre 1988 e 1989.
Atualmente, é comentarista de natação na televisão da Austrália, no programa Wide World of Sports e é também um defensor da segurança na natação.